# Liste der Naturdenkmale in Teschenmoschel
Die Liste der Naturdenkmale in Teschenmoschel nennt die im Gemeindegebiet von Teschenmoschel ausgewiesenen Naturdenkmale (Stand 28. März 2024).

## Naturdenkmale
| Nr.         | Bezeichnung                  | Lage                               | Beschreibung                                                  | Bild                                    |
| ----------- | ---------------------------- | ---------------------------------- | ------------------------------------------------------------- | --------------------------------------- |
| ND-7333-070 | Winterlinde                  | Hauptstraße, Ecke Maggesgasse Lage | Tilia cordata; 15 m hoch bei 2,4 m Umfang                     | Direkt Bild zu diesem Denkmal hochladen |
| ND-7333-137 | Baumbestand auf dem Friedhof | Maggesgasse, auf dem Friedhof Lage | Tilia sp., vier Bäume, und Aesculus hippocastanum, zwei Bäume | Direkt Bild zu diesem Denkmal hochladen |